# Tambusa marleyi
Tambusa marleyi là một loài bọ cánh cứng trong họ Cerambycidae.